# Cucumaria frondosa
Cucumaria frondosa är en sjögurkeart som först beskrevs av Gunnerus 1770.  Cucumaria frondosa ingår i släktet Cucumaria och familjen korvsjögurkor.

## Underarter
Arten delas in i följande underarter:
- C. f. frondosa
- C. f. japonica